# Pucciniostele clarkiana
Pucciniostele clarkiana är en svampart som beskrevs av Dietel 1899. Pucciniostele clarkiana ingår i släktet Pucciniostele och familjen Phakopsoraceae.   Inga underarter finns listade i Catalogue of Life.